# 51 Eridani
Désignations
51 Eridani est une étoile de la constellation de l'Éridan située à 04h 37m 36,11s d'ascension droite et 02° 28′ 24,2″ de déclinaison avec une magnitude apparente de 5,22, signifiant qu'elle est juste visible à l'œil nu en milieu suburbain et en milieu rural.  Sa magnitude absolue est de 2,87.

## Désignations
Johann Bayer donna à cette étoile la désignation de c Eridani dans son Uranometria paru en 1603 ; ayant épuisé toutes les lettres de l'alphabet grec pour désigner les étoiles de l'Éridan, il utilisa les minuscules de l'alphabet latin pour les étoiles supplémentaires. L'étoile fut cataloguée 51 Eridani par John Flamsteed en 1725.

## Propriétés
Située approximativement à une distance de 97 années-lumière de la Terre, elle brille avec une luminosité approximative de 5,38 fois celle du Soleil et présente une température à sa surface de 7 199 K. Un disque de débris froid a été détecté avec une bordure interne probable de 82 unités astronomiques (UA).
L'étoile est remarquable pour héberger l'une des premières exoplanètes à avoir été directement imagée et à avoir été l'une des premières détectées par l'instrument du Gemini Planet Imager.

## Système planétaire
51 Eridani b est un Jupiter jeune. Elle a été photographiée en l'infrarouge proche le 22 décembre 2014. L'étude, menée par Bruce Macintosh, professeur de physique à l'Université de Stanford et confirmée par Christian Marois, a mis en évidence que le méthane et l'eau sont en quantité abondante dans l'atmosphère de cette exoplanète, et que sa masse est légèrement supérieure à celle de Jupiter. C'est la plus petite des exoplanètes imagées à cette date.